# Agardhiella biarmata
Agardhiella biarmata е вид охлюв от семейство Argnidae. Видът не е застрашен от изчезване.

## Разпространение и местообитание
Разпространен е в Босна и Херцеговина, Хърватия и Черна гора.
Обитава планини, възвишения, долини, крайбрежия и плажове.